# Martina Svobodova
Martina Svobodova (* 25. Oktober 1983 in Bratislava) ist eine slowakische Inline-Skaterin, die bei internationalen Wettbewerben regelmäßig Bestplatzierungen erreicht.
Bei den X-Games holte sie 2001 und 2002 die Goldmedaille in der Disziplin Park. In Deutschland belegte sie bei dem internationalen Wettbewerb Winterclash in Mühlhausen 2008 den ersten Platz.

## X-Games Platzierungen
- Park-X-Games
  - 2002: 1. Platz der Damen (Gold)
  - 2001: 1. Platz der Damen (Gold)
  - 2000: 2. Platz der Damen (Silber)

## Winterclash Platzierungen
- 2008: 1. Platz bei den "Girls"